# Juan Tizol

Juan Tizol (1943)

Juan Tizol (San Juan, Puerto Rico, 31 december 1900 - Inglewood (Californië), 23 april 1984) was een jazztrombonist die bekend werd als lid van het orkest van Duke Ellington. Hij was de eerste belangrijke jazz-trombonist en mede-componist van de Ellington-klassieker 'Caravan'.
In 1920 ging Tizol op uitnodiging van Ralph Escudero spelen in Howard Theater in New York. Daarna speelde hij in Washington in Marie Lucas Orchestra, Bobby Lee's Cottonpickers en de White Brother's Band. In augustus 1929 werd hij trombonist in het orkest van Ellington, waar hij tot april 1944 zou spelen. Hij soleerde zelden, maar was wel medebepalend voor een nieuw geluid van het orkest. In deze periode schreef hij met Ellington 'Caravan'. Verder was hij de componist van onder meer 'Perdido', 'Bakiff' en 'Pyramid'. 
Na zijn tijd bij Ellington werkte Tizol van april 1944 tot maart 1951 bij Harry James. Hij keerde naar Ellington terug in 1951, met twee andere bandleden van Harry James: drummer Louie Bellson en altsaxofonist Willie Smith. Eind 1953 verliet Tizol de band om niet langer te hoeven toeren. Hij vestigde zich in Los Angeles, waar hij veel studiowerk deed, onder meer voor Nelson Riddle en Nat King Cole. Na een korte terugkeer in Ellingtons band in 1960, stopte Tizol ermee.
- Biblioteca Nacional de España: XX888899
- Bibliothèque nationale de France: cb13900471r (data)
- Gemeinsame Normdatei: 13461545X
- International Standard Name Identifier: 0000 0001 1079 4818
- Library of Congress Control Number: no93032158
- Nationale Bibliotheek van Letland: 000099968
- MusicBrainz: c1955c20-c693-4bb6-99f8-604251d2f01e
- Nationale Bibliotheek van Tsjechië: mzk2010602196
- Nationale Bibliotheek van Israël: 987007390674505171
- Nederlandse Thesaurus van Auteursnamen: 107657236
- Istituto Centrale per il Catalogo Unico: DDSV005004
- SNAC: w6wq2m44
- Système universitaire de documentation: 200542591
- Virtual International Authority File: 367149294491480522907